# Kolorystyka (muzyka)
Kolorystyka – jeden z elementów dzieła muzycznego, który wiąże się ze środkami wykonawczymi utworu. Pozwala na dostrzeganie różnic między dźwiękami o tej samej wysokości zaśpiewanymi lub zagranymi przez różne instrumenty lub głosy.
Na jakość brzmienia utworu wpływa artykulacja, czyli sposób wydobywania i łączenia dźwięków, zestawienie instrumentów (głosów), ich liczba, rejestr w jakim są używane, dynamika, rodzaje stosowanych współbrzmień i połączeń harmonicznych.
Określenia dotyczące kolorystyki nie są pojęciami formalnymi, lecz branymi z języka potocznego, i tak kolorystyka może być np.: delikatna, bogata, jasna, pełna, łagodna, spokojna, wesoła, skontrastowana, wyrafinowana, mroczna, zgaszona, hałaśliwa, subtelna, toporna itp.
Kolorystyka jest, obok interpretacji, jednym z najważniejszych elementów wyrazu utworu (czyli jego nastroju i przekazywanych treści). Szczególnie duże znaczenie kolorystyka ma w muzyce dźwiękonaśladowczej, ilustracyjnej oraz programowej.
Rozwój kolorystyki, wiążący się z przywiązywaniem wagi do brzmienia dzieła muzycznego, rozpoczyna się od klasycyzmu. Wcześniejsze epoki również posługiwały się tym środkiem wyrazu, ale najczęściej był on wykorzystywany jako imitacja. Przykładem są chansons Clémenta Jannequina (ok. 1485–1558), naśladujące odgłosy śpiewu ptaków lub ilustrujące wydarzenia historyczne (Bitwa pod Marignano).
Kolorystyka, której szczytowe osiągnięcia przypadły na okres romantyzmu i impresjonizmu, została zapoczątkowana w twórczości prekursora romantyzmu, Ludwiga van Beethovena. Jego VI Symfonia zwana Pastoralną, pierwsza symfonia programowa, wykorzystuje środki kolorystyczne dla zilustrowania poszczególnych części symfonii (np. Burza).
Przykładem roli kolorystyki w utworze muzycznym jest cykl Obrazki z wystawy (1874) Modesta Musorgskiego. Dzieło, napisane pierwotnie na fortepian, dopiero zinstrumentowane przez Maurice’a Ravela, mistrza kolorystyki i instrumentacji, w pełni stało się muzyczną interpretacją obrazów Hartmanna. Miniatura z tego cyklu Bydło, budowana na narastaniu dźwięku prowadzonym konsekwentnie do połowy utworu, a potem jego zanikaniu, oparta na prostym motywie melodycznym utrzymanym w dolnym rejestrze, przypomina przemarsz bydła względem obserwatora znajdującego się w jednym punkcie.
Literatura muzyczna zawdzięcza Ravelowi jeszcze jedną wielką kompozycję zbudowaną barwą: jego Boléro jest jednofrazowym motywem melodycznym powtarzanym w coraz to innej instrumentacji. Charakterystyczny ostinatowy akompaniament podkreśla jednorodność formalną utworu.

Podobny w założeniach jest fragment z I Suity Peer Gynt E.H. Griega W grocie króla gór.
Dziełem, w którym kolorystyka buduje treści programowe utworu jest poemat symfoniczny Camille Saint-Saënsa Danse macabre. Sucha i twarda barwa dźwięku ksylofonu ilustruje klekot szkieletów wirujących w tańcu, skrzypce imitują głos śmierci, a obój pianie koguta o świcie.
Barwie orkiestrowej główną rolę przypisał francuski impresjonista Claude Debussy w operze Peleas i Melisanda. Niuanse kolorystyczne motywów, poszczególnych scen są elementem formotwórczym dzieła. Debussy cieniowaniem kolorystycznym oddał kontrastowość pór dnia istotną w utworze Maeterlincka.
Również po mistrzowsku barwą posługiwał się kontynuator Debussego Olivier Messiaen. Ornitolog z zamiłowania, obok łączenia z kompozycjami nagrań autentycznych odgłosów ptaków, w celu ich zilustrowania, poszukiwał różnych możliwości instrumentów.
W swoisty sposób kolorystykę wykorzystywał w swojej twórczości rosyjski przedstawiciel ekspresjonizmu Aleksandr Skriabin. Poszczególnym tonacjom przypisywał konkretne kolory i oznaczał je ich nazwami. Swoje wielkie widowiska muzyczne w sposób dosłowny łączył z barwą, były to spektakle, którym towarzyszyły kolorowe światła, a ich symbole zapisywał nad nutami, jak każde inne określenia interpretacji dzieła.